# Stanisław Grędziński
Stanisław Grędziński (ur. 19 października 1945 w Ostrzycy, gmina Izbica, zm. 19 stycznia 2022) – polski lekkoatleta, mistrz Europy, olimpijczyk. Absolwent Politechniki Wrocławskiej (mgr inż. budownictwa). 

## Osiągnięcia
Był specjalistą biegu na 400 metrów. Startował także w biegu na 400 metrów przez płotki.
Największy sukces odniósł podczas mistrzostw Europy w Budapeszcie w 1966, gdzie zdobył dwa złote medale: w biegu na 400 metrów oraz w sztafecie 4 × 400 metrów (wraz z Janem Wernerem, Edmundem Borowskim i Andrzejem Badeńskim).
Podczas igrzysk olimpijskich w Meksyku w 1968 występował w sztafecie 4 × 400 m, gdzie wraz z kolegami (Janem Balachowskim, Janem Wernerem i Andrzejem Badeńskim) zajął 4. miejsce za sztafetą RFN, choć zdaniem wielu obserwatorów sędziowie popełnili błąd, bo Polacy, bijąc rekord kraju (3:00,5) wyprzedzili Niemców.
Na mistrzostwach Europy w Atenach w 1969 Stanisław Grędziński zdobył brązowy medal na 400 m (zwyciężył Jan Werner). Sztafeta 4 × 400 m była czwarta. Był też srebrnym medalistą halowych mistrzostw Europy w Wiedniu 1970 w sztafecie 4 × 2 okrążenia (także z Janem Balachowskim, Janem Wernerem i Andrzejem Badeńskim).
Dwukrotnie zdobywał mistrzostwo Polski na 400 m: w 1966 i 1969. Jego rekord życiowy na 400 m to 45,83 s. uzyskany w Atenach 18 września 1969. Był też rekordzistą Polski na nietypowym dystansie 200 m przez płotki (23,6 s., 24 lipca 1965 w Spale).
Był zawodnikiem Górnika Wałbrzych i Śląska Wrocław. Po zakończeniu kariery został działaczem sportowym. Był prezesem LKS Górnik Wałbrzych. 
Postanowieniem prezydenta RP Aleksandra Kwaśniewskiego z 14 grudnia 1999 został odznaczony Złotym Krzyżem Zasługi za zasługi dla rozwoju sportu, za osiągnięcia w działalności na rzecz Polskiego Związku Lekkiej Atletyki.
W 2018 z listy Bezpartyjnych Samorządowców kandydował bezskutecznie do sejmiku województwa dolnośląskiego.